# Ebnat-Kappel
Ebnat-Kappel är en ort och kommun i distriktet Toggenburg i kantonen Sankt Gallen, Schweiz. Kommunen har 5 092 invånare (2023).
Kommunen bildades den 1 januari 1965 genom en sammanslagning av kommunerna Ebnat och Kappel, vars huvudorter är sammanvuxna.